# Alpha-Lernen
alpha-Lernen ist eine auf das Lernen ausgerichtete Sendereihe, die im deutschen Fernsehen früher auf BR-alpha lief und heute auf ARD alpha ausgestrahlt wird.
alpha-Lernen ist in die drei Rubriken Sprachen und Kunst (Deutsch, Englisch, Französisch, Latein, Spanisch, Kunst & Kultur, Musik), Gesellschaft (Geschichte, Heimat- und Sachunterricht (HSU), Religion & Ethik, Sozialkunde, Wirtschaft (mit BWL, VWL) Arbeit, AWT, Sport) und Natur und Technik (Biologie, Chemie, Erdkunde / Geographie, Informatik, Mathe, Physik) gegliedert.
Nach Fächern und Themengebieten sortiert die Sendung Lerninhalte des Bayerischen Rundfunks für die Grundschule, Mittelstufe und Oberstufe.